# Cyclospora cayetanensis
Cyclospora cayetanensis un protista apicomplejo que causa la enfermedad de ciclosporosis en los seres humanos y tal vez en otros primates. Es un coccidio formador de quistes, que causa una diarrea auto-limitante. Los riesgos para la salud asociados con la enfermedad están por lo general limitados a los viajeros que visitan regiones endémicas y adquieren la infección: esta es la razón por la que C. cayetanensis ha sido etiquetada como una de las causas de la "la diarrea del viajero". Morfológicamente, los ooquistes son esféricos con un diámetro de entre 7,5 y 10 μm con una gruesa pared de 50 nm de espesor que los protegen del medio ambiente exterior.

## Ciclo vital
El único huésped conocido para C. cayetanensis es el ser humano. En parte de su ciclo vital, los protozoos viven intracelularmente en las células epiteliales y del tracto gastrointestinal del huésped. La infección se transmite a través de la ruta fecal-oral. La explicación puede seguirse en la figura de abajo.

Ciclo vital de Cyclospora cayetanensis.

Cuando los ooquistes son excretados en las heces, todavía no son infecciosos (1 en la figura), por lo tanto la transmisión directa no se produce. En el medio ambiente (2), se produce la esporulación después de días o semanas a temperaturas entre 22 °C y 32 °C, resultando en la división del esporoblasto en dos esporoquistes, cada uno conteniendo dos esporozoitos alargados (3). El agua y los alimentos frescos pueden servir como medio de transmisión y los ooquistes esporulados son ingeridos.
Los productos químicos del tracto gastrointestinal del huésped desenquistan los ooquistes y liberan los esporozoitos, en general, dos por esporoquiste (en total cuatro por ooquiste ya que cada ooquiste maduro tiene dos esporoquistes, y cada esporoquiste, dos esporozoítos) (4). Después, estos esporozoitos invaden las células epiteliales del intestino delgado. Dentro de las células experimentan la merogonia, una forma de reproducción asexual que resulta en numerosos merozoitos hijos (5). Estas células hijas pueden infectar nuevas células del huésped e iniciar una nueva ronda de merogonia, o pueden seguir una vía sexual a través de gametogonia: algunos merozoitos se convierten en microgamontes masculinos que forman varios microgametos y otros en macrogamontes femeninos (6). Después de que se produzca la fecundación a través de la fusión del microgameto masculino con el macrogamonte femenino, el zigoto madura en un ooquiste, rompe la célula huésped y en este punto pasa a las heces (1).
Sin embargo, los ooquistes no son inmediatamente infecciosos. La esporulación puede tomar de una a varias semanas, lo que significa que la transmisión de persona no es probable. Esto diferencia a C. cayetanensis de Cryptosporidium parvum, un organismo estrechamente relacionado que causa una enfermedad similar, pero cuyos ooquistes son immediatamente infecciosos desde la liberación del huésped.

## Epidemiología
La incidencia y prevalencia de la infección por Cyclospora cayetanensis se desconocen, en parte por la baja asistencia a consulta médica de las personas con cuadros diarréicos, la poca sensibilidad de las técnicas de laboratorio disponibles, la baja frecuencia de uso de las técnicas diagnósticas que pueden detectar a este protozoo patógeno y el número reducido de ooquistes que aparece en las heces del paciente.
Esta infección está siendo reportada en forma creciente en numerosos países a escala mundial, incluyendo Guatemala, Venezuela, Nueva Guinea, Cuba, Brasil, Estados Unidos, Canadá, Haití, Colombia, Turquía, Perú, Vietnam, Nepal, Egipto, entre otros. Esta información, en la mayor parte de las notificaciones, proviene de estudios realizados en viajeros internacionales, inmunodeprimidos y escolares.
La influencia del clima en la infección ha sido vista en muchos países, a pesar de los diferentes tipos de climas. Aunque se desconocen las causas, se piensa guarde relación, en parte, a la fluctuación de temperatura y humedad.

## Manifestaciones clínicas
En áreas endémicas es frecuente la presencia de portadores sanos, que no manifiestan ningún síntoma. En los casos sintomáticos, después de un período de incubación promedio de 7 días, las personas infectadas por Cyclospora cayetanensis comienzan con un cuadro diarreico alto, caracterizado por un número entre 4 y 10 deposiciones diarias, acuosas, abundantes, con flema, pero sin sangre. También es frecuente encontrar dolores abdominales, náuseas, vómitos, anorexia, fatiga, flatulencia, pérdida de peso significativa, y en 1% de los casos fiebre y escalofríos. Síntomas como mialgias y artralgias pueden preceder al cuadro diarreico.
En general, las infecciones son autolimitadas en adultos sanos, pero pueden prolongarse en personas con determinado grado de compromiso inmunitario y aún sin este, resultando en una diarrea crónica asociada a náuseas, vómitos, dolor abdominal y anorexia.

## Prevención
La filtración del agua puede ser un método útil para prevenir la exposición a ooquistes. También es seguro hervir el agua potable, puesto que este parásito es resistente a la cloración.